# Robert Döpel

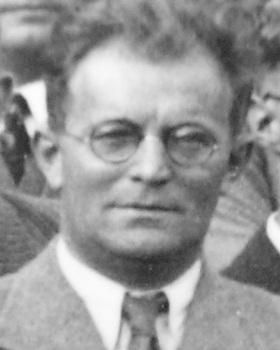
Robert Döpel, Stuttgart 1935

Robert Döpel (* 3. Dezember 1895 in Neustadt an der Orla; † 2. Dezember 1982 in Ilmenau) war ein deutscher Physiker und hatte Professuren in Leipzig (Strahlungsphysik, 1938–1945), Woronesch (Experimentalphysik, 1952–1957) und Ilmenau (Angewandte Physik, 1957–1962). Besonders bekannt wurde er durch die gemeinsam mit dem Theoretiker und Nobelpreisträger Werner Heisenberg im Zweiten Weltkrieg betriebene Kernenergieforschung. Perspektivische Bedeutung hat sein Modell der globalen Erwärmung infolge industrieller Energieerzeugung sowie der dabei auftretenden Wachstumsgrenzen.

## Leben und Wirken

### Die Zeit bis zum Zweiten Weltkrieg
Als Sohn des Gerbermeisters und Fabrikanten Gustav Robert Döpel und dessen Frau Karoline Therese, geb. Peterlein, kam (Georg) Robert Döpel 1895 in der Kleinstadt Neustadt an der Orla zur Welt. Nach dem Abitur in Weißenfels nahm er am Ersten Weltkrieg teil und wurde 1918 schwer verwundet. Ab 1919 studierte er Physik und auch Mathematik, Chemie sowie Philosophie in Leipzig, Jena (1920/21) und München, wo er 1924 bei Wilhelm Wien (Physik-Nobelpreis 1911) mit einer Arbeit über Kanalstrahlen promovierte.
1924/25 war Döpel Assistent bei Robert Wichert Pohl in Göttingen. Danach arbeitete er in einem Privatlabor in Planegg und setzte auch seine Philosophiestudien in München fort. 1929 wechselte er nach Würzburg, wo er sich 1932 mit einer atomphysikalischen Arbeit habilitierte. 1934 heiratete er die Juristin Klara Mannß, die ihre Münchner Anwaltspraxis nach der Machtergreifung 1933 aufgeben musste und sich nunmehr in Würzburg physikalischen Studien widmete. Sie nahm dann an der Arbeit ihres Mannes teil, und 1937 erschien die erste von 11 gemeinsamen Publikationen.
Döpel gehörte der NSV an und war förderndes Mitglied der SS.

### In Leipzig
1938 folgte Döpel einem Ruf als Außerordentlicher Professor für Strahlungsphysik nach Leipzig. Seine Frau zog mit dorthin und arbeitete unentgeltlich als seine technische Assistentin im Physik-Institut, wo sie im Dachgeschoss wohnten. Zusammen mit und auf der Grundlage theoretischer Ansätze von Werner Heisenberg, der das Institut für Theoretische Physik leitete, erzielten sie in ihrer Uran-Schwerwasser-Anordnung („Uranmaschine“) im Frühjahr 1942 erstmals eine Netto-Neutronenvermehrung. In den USA gelang das Gleiche Ende Juli Enrico Fermi, der eine „einmalige Doppelbegabung für theoretische und experimentelle Arbeiten“ besaß und mit seinem Kernreaktor-Team das Leipziger Gespann aus theoretischem und Experimental-Physiker bald überholte.
Im Leipziger Physikalischen Institut war der Versuchsreaktor Ende Juni im Zusammenhang mit einer heftigen Verpuffung, der ein längerer Brand folgte, unbrauchbar geworden. Dies war der erste atomare Zwischenfall der Geschichte in einer langen Reihe von Unfällen in kerntechnischen Anlagen, die mit der Entwicklung von Wasserstoff bei unzureichenden Sicherheitsvorkehrungen verbunden waren. – Werner Heisenberg übernahm bald darauf die Leitung des Kaiser-Wilhelm-Instituts für Physik in Berlin. Entgegen seinen Wünschen und ursprünglichen Planungen mochten ihm die Döpels nicht dorthin folgen, und sie zogen sich aus dem Uranprojekt zurück.
Im April 1945 wurde Döpels Frau Klara wenige Tage vor dem Einmarsch der Amerikaner bei einem Bombenangriff auf Leipzig im Physik-Institut verschüttet. Mit Unterstützung russischer Hilfskräfte konnte sie ihr Mann nach der Rückkehr von einem Besuch bei seinen Eltern nur noch tot bergen. Einer Mitnahme im Spezialistentransport durch die im Juni abziehenden amerikanische Armee wusste sich Robert Döpel zu entziehen. Im Juli 1945 wurde er von den Sowjets mit einem ebensolchen Transport in die Nähe von Moskau gebracht.

### Ab 1945: In der Sowjetunion und in Ilmenau
Er sollte zunächst in einem Forschungsinstitut am sowjetischen Atomwaffenprojekt mitwirken, war jedoch durch den Tod seiner Frau offenbar seelisch so destabilisiert, dass er kaum zum Arbeiten kam. Wahrscheinlich ist er schon 1948 aus den Waffenprojekten ausgeschieden. Er arbeitete dann in einer mechanischen Fabrik und bekam 1952 eine reguläre Experimentalphysik-Professur an der Universität Woronesch. 1954 heiratete er die Ukrainerin Sinaida Fedorowna Trunowna, deren Mann im Zweiten Weltkrieg gefallen war. Zusammen gingen sie 1957 nach Ilmenau, wo Döpel an der damaligen Hochschule für Elektrotechnik (heute TU Ilmenau) eine Professur antrat und 1958 ein eigenes Institut für Angewandte Physik erhielt.
Versprechungen zu kernenergietechnischen Lehr- und Forschungsmöglichkeiten wurden hier, wie bereits in Woronesch, nicht eingehalten. So wandte er sich wieder der Gasentladungsphysik zu, die er schon früher – vor und neben der Kernphysik – erfolgreich bearbeitet hatte. Auch nach seiner 1962 vollzogenen Emeritierung setzte er diese Arbeiten mit einer selbst bezahlten Laborantin und der Betreuung mehrerer Doktoranden fort.
Zudem wandte er sich mit Modellrechnungen zur globalen Erwärmung durch die anthropogene Abwärme und den dadurch bedingten Wachstumsgrenzen der Energieerzeugung drängenden Menschheitsfragen zu. Dies geschah nahezu zeitgleich mit dem 1. Bericht an den Club of Rome von 1972 zu den Grenzen des Wachstums, der eine perspektivische Beeinflussung des Klimas sowohl durch die industrielle Energieerzeugung als auch und vor allem durch den anthropogenen Treibhauseffekt konstatieren. Letzterer dominiert die aktuelle Diskussion zu den Wachstumsgrenzen, die sich überwiegend auf Zeiten bis zum Jahr 2100 erstreckt. Aber die anthropogene Abwärme beginnt dann, spürbar zu werden mit Zehntelgrad-Beiträgen zur Erderwärmung, wenn das bisherige Wachstum des Energieverbrauchs anhält.
Aktueller denn je sind auch die entsprechenden Passagen aus dem ersten Bericht an den Club of Rome von 1972, die den Energieerzeugungs-Einfluss gegen die Verstärkung des von Döpel nicht berücksichtigten Treibhauseffekts abwägen. Dort hieß es: „Wenn die thermale Verschmutzung einen nennenswerten Bruchteil der von der Erde absorbierten Sonnenenergie erreicht, kann sie zu schwerwiegenden klimatischen Störungen führen.“
Zu dieser „Abwärme oder thermalen Umweltverschmutzung“ besagte ein Experten-Zitat, „[…] dass die globale thermische Verschmutzung kaum unsere unmittelbarste Umweltbedrohung ist. Es könnte sich jedoch als das unerbittlichste erweisen, wenn wir das Glück haben, dem Rest auszuweichen.“
Döpels Arbeit über die Globale Erwärmung in kommenden Jahrhunderten stellt nicht nur ein weiteres frühes Beispiel für eine naturwissenschaftlich fundierte Wachstumskritik dar. Sie verdient auch die Berücksichtigung bei Diskussionen über Nachhaltigkeit für viele Generationen sowie über die Möglichkeiten und Grenzen des Einsatzes erneuerbarer Energien.  Seine „nulldimensionalen“ Modellrechnungen wurden inzwischen im Potsdam-Institut für Klimafolgenforschung mit mehrdimensionalen Modellen bestätigt.
Er verstarb 1982 am Vortage seines 87. Geburtstags in Ilmenau. Bis zuletzt hatte er mit befreundeten Kollegen über wissenschaftliche Fragen korrespondiert und sich noch im August dieses Jahres für eine richtigstellende Publikation zu seinen Kernenergie-Forschungen bedankt. Während er Einladungen zu Vorträgen nach Westdeutschland bis zur Emeritierung 1962 nicht folgen durfte und später wegen seiner Sehprobleme nicht mehr reisen konnte, besuchten ihn von dort die früheren Kollegen Werner Heisenberg und Wilhelm Hanle in Ilmenau. Dem Entdecker des „Hanle-Effektes“ verlieh die mathematisch-naturwissenschaftliche Fakultät der TH Ilmenau 1990 unter Würdigung seiner Forschungen und im Hinblick auf die jahrzehntelange kollegialen Freundschaft mit Robert Döpel einen Ehrendoktor-Titel. Dessen 100. Geburtstag wurde mit Gedenkveranstaltungen in Leipzig sowie – ebenfalls unter Mitwirkung von Autoren des ihm gewidmeten Sammelbandes – in Ilmenau gewürdigt.

## Veröffentlichungen
Etwa 60 Originalarbeiten und Vorträge (überwiegend von Robert Döpel allein oder gemeinsam mit seiner Frau Klara) sowie zahlreiche Berichte und Würdigungen sind in einer umfangreichen Bibliografie erfasst.
Bücher
- Elektromagnetische Analyse von Kanalstrahlen. J.A. Barth, Leipzig 1925
- Kanalstrahlröhren als Ionenquellen. Akademie-Verlag Berlin 1958